# Vidas Partidas
Vidas Partidas é um filme de drama brasileiro dirigido e escrito por Marcos Schechtman que fala de violência doméstica.

## Sinopse
Um casal vive em harmonia com as duas filhas até que o marido começa a ficar violento.

## Elenco
- Naura Schneider como Graça
- Domingos Montagner como Raul Gomes da Silva
- Georgina Castro como Nice
- Suzana Faini como Dona Marli
- Juliana Schalch como Julia
- Milhem Cortaz como Delegado Delmar
- Nelson Freitas como Deputado Roberto Neves
- Jonas Bloch como Promotor
- Augusto Madeira como Advogado de Defesa
- Denise Weinberg como Juíza
- Rafael Studart como Julio
- Fábio de Luca como Pedro
- Patrícia Costa como Sandra